# Třída Duca d'Aosta
Třída Duca d'Aosta byla třída lehkých křižníků italského královského námořnictva. Jednalo se o čtvrtou skupinu rozsáhlé třídy Condottieri. Celkem byly postaveny dvě jednotky této třídy. Ve službě byly v letech 1935–1964. Účastnily se bojů druhé světové války. Po válce byly předány vítězům, po jednom získaly Řecko a SSSR.

## Stavba
Křižníky byly mírně větší než předchozí třída Raimondo Montecuccoli a bylo u nich dále zesíleno pancéřování. Pro udržení rychlosti, srovnatelné s předchozími třídami, byl posílen pohonný systém. Celkem byly postaveny dva křižníky této třídy. Jejich stavba byla zahájena v letech 1932–1933, v letech 1934–1935 byly rozestavěné lodě spuštěny na vodu a v letech 1934–1936 byly zařazeny do služby.
Jednotky třídy Duca d'Aosta:
| Jméno                           | Loděnice       | Založení kýlu | Spuštěna        | Vstup do služby   | Poznámka |
| ------------------------------- | -------------- | ------------- | --------------- | ----------------- | --- |
| Emanuele Filiberto Duca d'Aosta | OTO, Livorno   | 1932          | 22. dubna 1934  | 13. července 1934 | Dne 2. března 1949 jej získal Sovětský svaz, přejmenován na Stalingrad a později Kerč. Od března 1958 cvičná loď OS-32. |
| Eugenio di Savoia               | Ansaldo, Janov | 1933          | 16. března 1935 | 16. ledna 1936    | Dne 1. července 1951 jej získalo Řecko, přejmenován na Elli. Vyřazen 1964.                                              |

## Konstrukce
Výzbroj představovalo osm 152mm kanónů ve dvoudělových věžích, šest 100mm kanónů, osm 37mm kanónů, dvanáct 13,2mm kulometů a šest 533mm torpédometů. Křižníky byly vybaveny jedním katapultem a až dvěma hydroplány. Pohonný systém tvořilo šest kotlů a dvě sestavy turbín o výkonu 110 000 hp, pohánějící dva lodní šrouby. Nejvyšší rychlost dosahovala 36,5 uzlu. Dosah byl 3900 námořních mil při rychlosti 14 uzlů.

### Modifikace
V letech 1943–1944 byly odstraněny hydroplán, torpédomety a kulomety, které nahradilo dvanáct 20mm kanónů.

## Operační služba
Křižníky byly nasazeny ve druhé světové válce. V červenci 1940 se oba účastnily bitvy u Punta Stilo. Duca d'Aosta bojoval v prosinci 1941 v první bitvě u Syrty. Eugenio di Savoia byl v červnu 1942 nasazen proti britské Operaci Harpoon a naopak Duca d'Aosta vyplul proti souběžně probíhající Operaci Vigorous.
Oba křižníky válku přečkaly a po ní byly v rámci reparací předány SSSR a Řecku. Duca d'Aosta získal 12. února 1949 Sovětský svaz, ve kterém sloužil pod názvem Stalingrad (později Kerč). V březnu 1958 křižník změnil svou roli na cvičnou loď OS-32. Eugenio di Savoia získalo 1. července 1951 Řecko jako náhradu za italskou ponorkou potopený malý křižník Elli. Po přejmenování Elli se stal vlajkovou lodí řeckého námořnictva. Vyřazen byl roku 1964.